# Le Lutin magique
 (mai 2021).
Si vous disposez d'ouvrages ou d'articles de référence ou si vous connaissez des sites web de qualité traitant du thème abordé ici, merci de compléter l'article en donnant les références utiles à sa vérifiabilité et en les liant à la section « Notes et références ».
Pour plus de détails, voir Fiche technique et Distribution.
Le Lutin magique (ou Un troll à Central Park au Québec ; A Troll in Central Park) est un dessin animé américain réalisé par Don Bluth et Gary Goldman, sorti en 1994 chez Warner Bros Pictures.

## Synopsis
Stanley est un troll sympathique, doté d'un pouce vert capable de créer des fleurs au plus léger contact. Au Royaume des Trolls, toute beauté est interdite et les trolls sont obligés de se montrer méchants et affreux, afin d'effrayer les humains chaque fois que cela leur est possible. En conséquence, Stanley cache aux autres trolls toutes les fleurs qu'il trouve ou crée lui-même.
Lorsque Gnorga, Reine des Trolls, découvre le secret de Stanley, Llort, le Roi, la convainc de le bannir à Manhattan, quartier de la ville de New York, aux États-Unis, plutôt que de le transformer en pierre. La capsule de Stanley atterrit à Central Park, et il entreprend de se cacher du reste du monde dans une grotte, sous un pont.
Dans son appartement, un enfant prénommé Gus s'apprête à aller jouer à Central Park avec son père, Alan, quand celui-ci lui annonce qu'il doit préparer un procès (on imagine qu'Alan est avocat), pour la plus grande déception de Gus. Il demande alors à sa mère, Hilary, de l'accompagner, mais celle-ci a également mieux à faire, à Park Avenue. Gus se retrouve donc seul avec sa petite sœur, Rosie, et leur baby-sitter, Maria. Finalement, Gus piège Maria en lui interdisant de rentrer dans leur chambre, et parvient à sortir discrètement de l'appartement, emmenant Rosie sur son chariot en direction de Central Park.
Alors qu'ils jouent avec le bateau miniature de Gus, les enfants découvrent accidentellement la cachette de Stanley, qui s'en fait des amis. Gnorga, découvrant l'attitude amicale de Gus envers Stanley, se transporte à New York et jette un sort à l'enfant, le faisant pleurer jusqu'à tous les noyer. Stanley sauve tout le monde en transformant le bateau miniature en véritable embarcation.
De retour dans son royaume, Gnorga découvre que son pouvoir s'affaiblit (faisant même les gros titres du Wursta times (jeu de mots sur « worst of times », littéralement  : « le pire des temps ») et qu'elle perd le contrôle sur de plus en plus de trolls. Lorsqu'elle découvre que Stanley, loin d'être mort noyé, continue à vivre dans la beauté et le bonheur à Central Park, elle explose de rage. Découvrant que tout troll est capable d'être bon, de nombreux sujets demandent la démission du couple royal. Gnorga et Llort décident de se rendre personnellement à Central Park, afin de s'assurer que la punition de Stanley sera exemplaire. Voyageant dans une tornade qui dévaste le parc, elle kidnappe Rosie, alors sur le chemin du retour avec son frère. Gus retourne voir Stanley dans son superbe abri végétal, désormais détruit, et lui demande de l'aide. Celui-ci est apeuré, sachant que la Reine utilise Rosie comme appât afin de le capturer. Très en colère, Gus lui dit qu'il ne verra jamais ses rêves se réaliser s'il ne peut pas se battre pour ce en quoi il croit et s'en va, accompagné de quelques plantes et animaux qui veulent en découdre avec la Reine.
Ils réussissent à la trouver et à la distraire, afin de récupérer Rosie, mais se retrouvent coincés par la Reine et Llort. Gus insulte Gnorga, et celle-ci le transforme en troll. Les fleurs et animaux encerclent la reine, la gênant, tandis que Llort attrape Rosie. Gus réussit à transformer les pieds du Roi en pierre, libérant ainsi sa petite sœur. Malheureusement, elle court pour s'enfuir et tombe dans une gorge. Par bonheur, Stanley utilise le chariot et le bateau de Gus comme bateau volant, et sauve le bébé. Bien que toujours effrayé à l'idée de se confronter à Gnorga, qui s'est libérée de ses adversaires, Stanley décide de la provoquer à travers ses rêves et ses pouvoirs, et lui lance un défi de volonté. Il transforme finalement la Reine en rosier et la renvoie chez elle, malheureuse, en compagnie de Llort. Cependant, juste avant sa transformation, Gnorga tente de forcer Gus, toujours transformé en troll, à changer Stanley en pierre. Mais ses pouvoirs s'éteignant, ses enchantements se dissipent et Gus redevient un enfant. Stanley réussit à ramener Rosie et Gus chez eux, juste avant le retour de leurs parents, mais il est quand même changé en pierre par Gus.
Tandis que les autorités tentent de percer le mystère de la tornade qui a ravagé le parc, Gus et Rosie, le cœur brisé, retrouvent Stanley dans une poubelle de leur rue, où il a atterri. Le ramenant à Central Park, ils gravent son portrait sur une souche. À ce moment, le pouce de Gus devient brièvement brillant et vert, et il réussit à ressusciter Stanley. De retour à la vie, le troll ramène les plantes et les animaux dans le parc, et transforme New York en un immense jardin.

## Fiche technique
- Titre original : A Troll In Central Park
- Titre français : Le Lutin magique
- Réalisation : Don Bluth et Gary Goldman
- Scénario : Stu Krieger, Don Bluth, Gary Goldman, John Pomeroy et T. J. Kuenster
- Chansons
  - Musiques : Robert Folk et Barry Mann
  - Paroles : Norman Gimbel et Cynthia Weil
- Musique : Robert Folk
- Production : Don Bluth, Gary Goldman et John Pomeroy
- Société de distribution : Warner Home Video (VHS), 20th Century Fox (DVD)
- Budget : 23 500 000 $ estimés
- Langue : français
- Genre : Animation, aventure, comédie, fantasy et film musical
- Durée : 76 minutes
- Dates de sortie : 7 octobre 1994 (États-Unis)
- Dates de sortie : 18 janvier 1995 (France)

## Distribution

### Voix originales[2]
- Dom DeLuise : Stanley
- Phillip Glasser : Gus
- Tawny Sunshine Glover : Rosie
- Cloris Leachman : la reine Gnorga
- Charles Nelson Reilly : le roi Llort
- Jonathan Pryce : Alan
- Hayley Mills : Hillary
- Neil Ross : Pensée Générique
- Will Ryan : Chef
- Pat Musick : Petite-Rheume
- Frank Zambetti : lutin d'arbre
- Jack Angel : Chef des Trolls
- Kath Soucie : les fleurs

### Voix québécoises
- Guy Nadon : Stanley
- Martin Pensa (en) : Gus
- Johanne Garneau : Rosie
- Anne Caron : Reine Gnorga
- Sébastien Dhavernas : Llort
- Alain Zouvi : Alan
- Christine Bellier : Hilary
- Daniel Lesourd : le chef des trolls
- Johanne Léveillée : les fleurs

Aucune version française de France doublée à ce jour. La seule version « française » trouvable en France (en streaming, téléchargement VOD, cassette VHS) est la version en français du Québec malgré un titre passant de « Un Troll à Central Park » (traduction littérale du titre original A Troll In Central Park) à « Le Lutin Magique ».

## Chansons du film
- Reine du Mal - Gnorga
- La Vie en Vert - Stanley
- Des Amis Comme Nous - Air music hall sur lequel danse les fleurs
- Voici Mon Pays - Stanley

## Accueil critique, bilan commercial
À sa sortie, le film est un échec critique et commercial. Le résultat au box-office est très mauvais — les entrées aux États-Unis ne font gagner que 71 368 $ (soit 0,33 % de son budget) —, en faisant le pire échec de Don Bluth à ce jour. Le site rottentomatoes.com lui donne une note moyenne de 3,1 sur 10, basée sur seulement six critiques, dont cinq sont totalement négatives, dénonçant un scénario sans queue ni tête, la dernière annonçant ne pas pouvoir dire si le film est bon ou mauvais. Ceci est peut-être dû à une distribution confiée à des acteurs assez peu connus, à l'absence de campagne de publicité télé, de bande-annonce et à une campagne d'affichage assez faible.
Néanmoins, le film est devenu, du moins aux États-Unis, une sorte de classique mineur de Bluth grâce à des passages amusants et adaptés à un jeune public.
Le film ayant subi cet échec monumental, il ne fut jamais proposé au cinéma en France ni dans d'autres pays. En France, en dehors de diffusions télévisés (entre 1995 et 2004) et sa commercialisation en VHS, ce film n'est aujourd'hui plus disponible, car il n'a jamais été réédité en DVD dans la langue française.

## Autour du film
- Don Bluth fait quelques références à ses précédentes œuvres : à la fin de la chanson Reine du mal, Gnorga chevauche une tortue géante qui rappelle fortement Petit Pied dans ses expressions. Lors de son arrivée à New York, Stanley se fait poursuivre par un groupe de chiens, dont l'un d'eux n'est autre que Charlie du film du même nom, sorti en 1989.
- Il est fait référence au film dans un célèbre sketch de l'émission Saturday Night Live, dans lequel Alec Baldwin imite Charles Nelson Reilly interviewé par un faux James Lipton (interprété par Will Ferrel), dans une parodie de Inside the Actors Studio.
- La Twentieth Century Fox a racheté les droits d'exploitation du film et en est maintenant l'unique distributeur.
- Pour écrire le scénario, Gary Goldman s'est inspiré de sa vie à Central Park.
- Quelques références et hommages au classiques d'animations Disney sont présents : le film possède beaucoup de similitudes avec un autre classique Disney Alice au pays des merveilles. Stanley en lui-même ressemble beaucoup aux nains de Blanche-Neige et les Sept Nains, autrement dit, le premier Disney que Don Bluth a vu enfant, qui lui a donné envie de dessiner. La tenue finale de Gnorga est semblable à celle de Maléfique de La Belle au bois dormant. Premier classique Disney sur lequel Don Bluth a travaillé en tant qu'animateur.